# Aleksandr Szczukin
Aleksandr Nikołajewicz Szczukin (ros. Александр Николаевич Щукин, ur. 9 lipca?/22 lipca 1900 w Petersburgu, zm. 11 czerwca 1990 w Moskwie) – radziecki radiotechnik i fizyk radiowy, generał porucznik inżynier.

## Życiorys
Był synem inżyniera górniczego. W 1917 ukończył gimnazjum, po czym pracował jako technik na kolei, od czerwca 1919 służył w Armii Czerwonej. Po demobilizacji w 1921 studiował na Wydziale Elektromechanicznym Leningradzkiego Instytutu Politechnicznego, w 1927 ukończył Leningradzki Instytut Politechniczny, pracował w Centralnym Laboratorium Radiowym, później w Leningradzkim Instytucie Elektrofizycznym Akademii Nauk ZSRR i Naukowo-Badawczym Morskim Instytucie Łączności i Telemechaniki, jednocześnie w latach 1933–1946 wykładał na Wydziale Fizyczno-Mechanicznym Leningradzkiego Instytutu Politechnicznego (od 1941 do 1944 przebywał na ewakuacji w Astrachaniu i Samarkandzie). W 1947 został kierownikiem Rady ds. Radiolokacji przy Radzie Ministrów ZSRR, od sierpnia 1949 do sierpnia 1950 był zastępcą szefa I Głównego Zarządu przy Radzie Ministrów ZSRR, później III Głównego Zarządu przy Radzie Ministrów ZSRR, od czerwca 1953 do 1955 pracował w Ministerstwie Budowy Maszyn Średnich ZSRR, po czym został zastępcą przewodniczącego Specjalnego Komitetu przy Radzie Ministrów ZSRR ds. Uzbrojenia Rakietowego i Reaktywnego. Od 1939 był doktorem nauk technicznych i profesorem. 4 grudnia 1946 został członkiem korespondentem, a 23 października 1953 członkiem rzeczywistym Akademii Nauk ZSRR. 27 kwietnia 1962 otrzymał stopień generała porucznika służby inżynieryjno-technicznej, w 1971 generała porucznika inżyniera, a w 1984 generała porucznika.

## Odznaczenia i nagrody
- Medal Sierp i Młot Bohatera Pracy Socjalistycznej (dwukrotnie, 20 kwietnia 1956 i 21 lipca 1975)
- Order Lenina (pięciokrotnie, 21 lipca 1950, 20 kwietnia 1956, 27 lipca 1960, 17 czerwca 1961 i 21 lipca 1975)
- Order Rewolucji Październikowej (24 lipca 1970)
- Order Czerwonego Sztandaru Pracy (21 lipca 1980)
- Order Przyjaźni Narodów (22 lipca 1985)
- Order Czerwonej Gwiazdy (dwukrotnie, 24 lipca 1943 i 30 kwietnia 1954)
- Medal „Za zasługi bojowe” (dwukrotnie, 15 listopada 1950 i 28 października 1967)
- Nagroda Stalinowska (1952)
- Nagroda Leninowska (1957)

I inne.